# Жіл Гоміш
Жіл Гоміш (порт. Gil Gomes, нар. 2 грудня 1972, Луанда) — португальський футболіст, що грав на позиції нападника.

## Клубна кар'єра
Народився 2 грудня 1972 року в місті Луанда, Португальська Західна Африка (нині — Ангола). Вихованець футбольної школи лісабонської «Бенфіки», втім за першу команду так і не дебютував у чемпіонаті і 1991 року опинився у клубі «Оваренсе», в якому провів один сезон, взявши участь у 22 матчах другого дивізіону.
У сезоні 1992/93 виступав у другому французькому дивізіоні за «Тур», після чого повернувся на батьківщину і по сезону провів у місцевих клубах вищого дивізіону «Брага» та «Ештрела».
Так і не загравши у Португалії, 1995 року Гоміш перебрався до Швейцарії і по сезону грав у клубах другого дивізіону «Івердон Спорт» та «Віль», після чого грав у США за невеличкі команди «Філадельфія Кікс» та «Джексонвілл Сайклонз».
1998 року Гоміш повернувся до Європи, де транзитом через англійський «Шеффілд Венсдей» опинився в італійському «Авелліно», де провів один сезон у Серії C1.
Завершував ігрову кар'єру у Англії, де виступав за низку аматорських колективів, за які грав до 2006 року.

## Виступи за збірні
Виступав у складі юнацької збірної Португалії до 16 років, з якою 1989 року виграв юнацький чемпіонат Європи у Данії, забивши 10 голів на турнірі, завдяки чому поїхав і на юнацький чемпіонат світу, що того ж року пройшов у Шотландії, де його команда здобула бронзові нагороди. Сам Гоміш зіграв у 6 матчах і забив 3 голи, в тому числі один у вирішальній грі за 3-тє місце.
1991 року у складі юнацької збірної Португалії до 20 років став переможцем домашнього молодіжного чемпіонату світу, взявши участь у 5 іграх на турнірі і забивши 1 гол.
Протягом 1991—1994 років залучався до складу молодіжної збірної Португалії, з якою став срібним призером молодіжного чемпіонату Європи 1994 року у Франції. Всього на молодіжному рівні зіграв у 19 офіційних матчах, забив 4 голи.

## Особисте життя
Син Джила, Ейнджел Гомес, народився в Англії, коли його батько грав там, і теж став футболістом, гравцем «Манчестер Юнайтед», але на рівні збірних вирішив представляти Англію.

## Досягнення
- Чемпіон Європи (U-16): 1989
- Молодіжний чемпіон світу: 1991